# Stimmloser alveolarer Plosiv

Schematische Darstellung der Plosive /t/ und /d/

Der stimmlose alveolare Plosiv (ein stimmloser, an den Alveolen gebildeter Verschlusslaut) hat in verschiedenen Sprachen folgende lautliche und orthographische Realisierungen:
- Deutsch [t, tʰ]: T, t
- Englisch [t, tʰ]: T, t
- Französisch [⁠t⁠]: T, t
- Italienisch [⁠t⁠]: T, t
- Russisch [⁠t⁠]: Т, т
- Spanisch [⁠t⁠]: T, t